# La tradición
La tradición (La tradició, en catalán) es un busto realizado por Agapito Vallmitjana Barbany en 1884 y que se encuentra conservado actualmente en la Biblioteca Museo Víctor Balaguer, (Villanueva y Geltrú) con el número de registro 1119 desde que ingresó el 30 de septiembre de 1883, gracias a una donación del propio artista.

## Descripción
Se trata de un busto hecho en terracota que retrata una anciana con un pañuelo en la cabeza. Sobre el pañuelo, en el lado izquierdo, un cuervo parece hablarle al oído. El busto tiene como base dos libros, también de arcilla.